# Scorpio touili
Espèce
Scorpio touili est une espèce de scorpions de la famille des Scorpionidae.

## Distribution
Cette espèce vit dans l'Oriental au Maroc (hauts-plateaux vers Bouârfa, Aïn Beni Mathar, Tendrara, Anoual et Léthima) ainsi que dans l'ouest des hauts plateaux algériens (Wilaya de Tlemcen),.

## Description
Le mâle holotype mesure 63,63 mm et la femelle paratype 57,15 mm. Scorpio touili mesure de 57 à 64 mm.

## Systématique et taxinomie
Cette espèce a été décrite par Ythier et François en 2023.

## Étymologie
Cette espèce est nommée en l'honneur de Soufiane Touil de l'Emirates Center for Wildlife Propagation (ECWP).

## Publication originale
- Ythier & François, 2023 : « The scorpion fauna of the Oriental region in Morocco (Scorpiones: Buthidae, Scorpionidae) with description of three new species of the genus Scorpio Linnaeus, 1758. » Faunitaxys, vol. 11, no 3, p. 1-15 (texte intégral).